# Deep Cuts, Volume 2 (1977-1982)
Albums de Queen
Deep Cuts, Volume 1 (1973-1976)
(2011) Deep Cuts, Volume 3 (1984-1995)
(2011)
Deep Cuts, Volume 2 (1977-1982) est une compilation de chansons du groupe de rock britannique Queen, sortie en 2011 pour fêter le 40e anniversaire du groupe. Elle fait suite à Deep Cuts, Volume 1 (1973-1976) sortie quelques mois plus tôt.

## Présentation
Contrairement à d'autres compilations publiées par Queen, telles que les Greatest Hits, les trois volumes des compilations Deep Cuts rassemblent des titres moins connus que les grands succès du groupe et pas ou peu jouées en radio voire en concert.
Ce deuxième volume regroupe les titres de la période 1977-1982, avec les albums News of the World (1977), Jazz (1978) , The Game (1980) et Hot Space (1982).

## Liste des titres
| 1.    | Mustapha                 | Freddie Mercury | Jazz (1978)              | 3:01 |
| 2.    | Sheer Heart Attack       | Roger Taylor    | News of the World (1977) | 3:27 |
| 3.    | Spread Your Wings        | John Deacon     | News of the World (1977) | 4:34 |
| 4.    | Sleeping on the Sidewalk | Brian May       | News of the World (1977) | 3:07 |
| 5.    | It's Late                | May             | News of the World (1977) | 6:27 |
| 6.    | Rock It (Prime Jive)     | Taylor          | The Game (1980)          | 4:33 |
| 7.    | Dead on Time             | May             | Jazz (1978)              | 3:23 |
| 8.    | Sail Away Sweet Sister   | May             | The Game (1980)          | 3:33 |
| 9.    | Dragon Attack            | May             | The Game (1980)          | 4:18 |
| 10.   | Action This Day          | Taylor          | Hot Space (1982)         | 3:34 |
| 11.   | Put Out the Fire         | May             | Hot Space (1982)         | 3:18 |
| 12.   | Staying Power            | Mercury         | Hot Space (1982)         | 4:12 |
| 13.   | Jealousy                 | Mercury         | Jazz (1978)              | 3:13 |
| 14.   | Battle Theme             | May             | Flash Gordon (1980)      | 2:20 |
| 52:09 |                          |                 |                          |      |

## Crédits
| - Freddie Mercury : chant principal, piano, claviers et chœurs - John Deacon : guitare basse, synthétiseur, guitare rythmique sur Staying Power - Roger Taylor : batterie, percussions et chœurs - Brian May : guitare et chœurs | - Production : Queen, Roy Thomas Baker - Mastering : Bob Ludwig - Ingénierie : Mike Stone - Supervision (audio) : Justin Shirley-Smith, Kris Fredriksson - Technicien (audio) : Kris Fredriksson - Management : Jim Beach - Livret d'album : Rhys Thomas |